# Georg Friedrich von Martens
Georg Friedrich von Martens (født 22. februar 1756 i Hamburg, død 21. februar 1821 i Frankfurt a. M.) var en tysk folkeretslærer og diplomat.
von Martens blev 1780 dr. jur., 1782 privatdocent i Göttingen og 1783 ordentlig professor sammesteds. Han var 1808—13 statsråd i Westfalen under kong Jérôme og 1815 forbundsgesandt i Frankfurt. Både som akademisk lærer, praktisk diplomat og videnskabelig forfatter brød von Martens nye baner; i hans auditorium, ved hans forelæsninger og praktiske kursus uddannedes en skare af yngre diplomater, overalt betragtedes han som en autoritet i folkeretlige spørgsmål, og udgående fra, men gående uden over J.J. Moser begrundede han den positive folkeret. Grotius-Pufendorfs filosofisk-deduktive opfattelse af folkeretten som blot naturlig ret med denne opfattelses efterklang hos Christian Wolff afløses af von Martens' praktiske og konkrete system; vel findes naturretlige rudimenter i hans lære, men den egentlige kilde til folkeretten søger von Martens i praksis og de mellemstatlige traktater. 
Fra von Martens' Primae lineae juris gentium Europaearum practici in usum auditorum adumbrata (1785) udgik hans klassiske Précis du droit des gens moderne de l'Europe fonde sur les traités et l'usage (1789, i talrige udgaver og oversættelser, i bearbejdelse ved Silvestre Pinheiro Ferreira med fortale af Charles-Henri Vergé, I—II 1858, 2. oplag 1864). Hertil sluttede sig den berømte traktatsamling Recueil des principauæ traités d'alliance, de paix, de tréve, de neutralité, de commerce, de limites, d'échange..., depuis 1671 jusqu'à present (I—VII, 1791—1801) med senere fortsættelser af blandt andre brodersønnen Karl von Martens (1790—1863), fra 1887 af Felix Stoerk, fra 1909 af Heinrich Triepel. 
Som hjælpekilder til folkeretsstudiet udgav von Martens Abriss des Staatsrecht der vornehmsten Europäischen Staaten. Erster Theil, erste Abtheilung: Dänemark, Schweden, Grossbritannien (1794), Sammlung der wichtigsten Reichsgrundgesetze etc. Erster Theil. Dänemark, Schweden, Grossbritannien (1794), Erzählung merkvürdiger Falle des neueren Europäischen Völkerrechts (I—II, 1800—02) og Cours diplomatique (I—III, 1804). Skarp og klar er von Martens' folkeretlige monografi Essai concernant les armateurs, les prises et surtout les reprises (1795, også på tysk og engelsk). 
I nær forbindelse med von Martens' litterære virksomhed på folkerettens område står hans handels-, sø- og vekselretlige skrifter, Versuch einer historischen Entwickeilung des wahren Ursprungs des Wechselrechts (1795), Grundriss des Handelsrechts insbesondere des Wechsel- und Seerechts (1797, 3. oplag 1820) og Gesetze und Verordnungen der einzelnen Europäischen Mächte über Handel, Schiffahrt und Assecuranzen seit der Mitte des 17. Jahrhunderts mit einigen Anmerkungen. Erster Theil. Frankreich (1802).